# Déjà vu
Déjà vu  (/ˌdeɪʒɑː ˈv(j)uː/ ⓘ DAY-zhah-VOO, -⁠VEW, tiếng Pháp: [deʒa vy] ⓘ; "đã từng thấy"), là một từ mượn tiếng Pháp diễn tả cảm giác mà trong đó, một người cảm thấy như đã trải qua tình huống hiện tại trước đây. Đây là một chứng dị thường của trí nhớ, trong đó, mặc dù có cảm giác hồi ức mãnh liệt, nhưng thời gian, địa điểm, và bối cảnh thực tế của trải nghiệm "lần trước đó" là không chắc chắn hoặc được cho là không thể đã xảy ra. Có hai loại déjà vu được công nhận: loại déjà vu bệnh lý thường liên quan đến chứng động kinh—khi mà nó kéo dài hoặc xảy ra thường xuyên một cách bất thường, hoặc xảy ra đồng thời cùng các triệu chứng khác như ảo giác, thì nó có thể là dấu hiệu của bệnh thần kinh hoặc tâm thần; và loại déjà vu không bệnh lý đặc trưng của những người khỏe mạnh, trong số họ có khoảng hai phần ba đã từng trải nghiệm déjà vu. Những người thường xuyên đi du lịch hoặc thường xuyên xem phim có nhiều khả năng trải nghiệm déjà vu hơn những người khác. Hơn nữa, con người cũng có xu hướng trải nghiệm déjà vu nhiều hơn trong những hoàn cảnh sức khoẻ yếu ốm hoặc nhiều áp lực, và nghiên cứu cho thấy tần suất trải nghiệm déjà vu cũng giảm dần theo tuổi tác.

## Nguồn gốc thuật ngữ

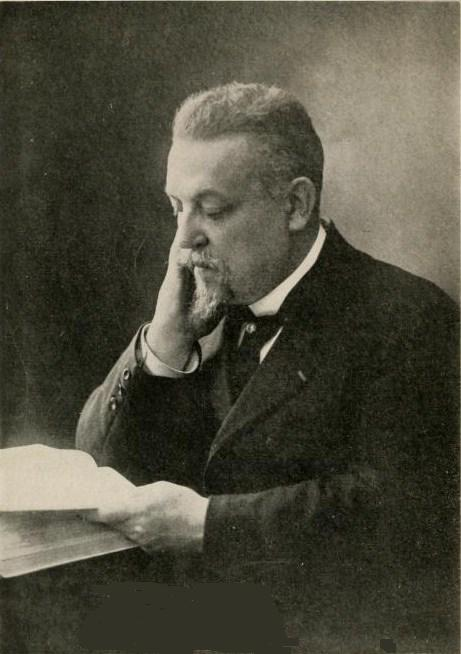
Triết gia Émile Boirac, cha đẻ của thuật ngữ déjà vu